# Vrbsko jezero
Vrbsko jezero (njem. Wörthersee) je alpsko jezero koje se nalazi u austrijskoj pokrajini Koruškoj. 

## Karakteristike
Jezero je duboko prosječno 42 metra, široko 2, a dugo 19,39 km. Proteže se od glavnog grada Koruške Klagenfurta na istoku do Veldena na zapadu. Na sjeveru i jugu su strme Alpe, u podnožju pokrivene gustom šumom.
Jezero je prepoznatljivo po plavo-zelenoj boji vode. U ranom devetnaestom stoljeću močvarne obale su bile dom samo nekoliko siromašnih seljaka. Izgradnjom austrijske Južne željeznice (Südbahn), sredinom devetnaestog stoljeća, Vrbsko se jezero brzo pretvorilo u ekskluzivno ljetno odredište bečkog plemstva.
Sjeverna obala je gusto izgrađena, autoceste i željezničke pruge zauzimaju uski prostor između strmih brda i obale. Južna obala je manje razvijena. Otprilike svakih 10 godina jezero se zaledi, što privlači brojne klizače.
Na njemu se nalaze dva otoka Schlangeninsel i Kapuzinerinsel.

## Naselja
Veća naselja na jezeru su: Klagenfurt, Velden, Pörtschach, Krumpendorf i Maria Wörth.

## Vanjske poveznice
Vodič: Wörthersee na Wikivoyageu
- Informacije iz Koruškog Instituta Limnologija  Arhivirana inačica izvorne stranice od 3. lipnja 2012. (Wayback Machine)